# Cantonul Joué-lès-Tours-Sud
Cantonul Joué-lès-Tours-Sud este un canton din arondismentul Tours, departamentul Indre-et-Loire, regiunea Centru, Franța.